# Cyphonia nordestina
Cyphonia nordestina är en insektsart som beskrevs av Albino Morimasa Sakakibara 1968. Cyphonia nordestina ingår i släktet Cyphonia och familjen hornstritar. Inga underarter finns listade i Catalogue of Life.